# Eutanyacra vilissimops
Eutanyacra vilissimops är en stekelart som beskrevs av Heinrich 1971. Eutanyacra vilissimops ingår i släktet Eutanyacra och familjen brokparasitsteklar. Inga underarter finns listade i Catalogue of Life.